# Saffron Walden (circonscription britannique)
Pour les articles homonymes, voir Walden.
Circonscription parlementaire de la Chambre des communes
La circonscription de Saffron Walden est une ancienne circonscription électorale anglaise située dans l'Essex, et représentée à la Chambre des communes du Parlement britannique..

## Géographie
La circonscription comprend:
- Les villes de Saffron Walden, Great Dunmow et Halstead

## Députés
Les Members of Parliament (MPs) de la circonscription sont:
| Législature                        | Années    | Député                | Député                | Parti                            |
| ---------------------------------- | --------- | --------------------- | --------------------- | -------------------------------- |
| Saffron Walden issue de West Essex |           |                       |                       |                                  |
| 23e                                | 1885–1886 |                       | Herbert Gardner       | Libéral                          |
| 24e                                | 1886–1892 |                       | Herbert Gardner       | Libéral                          |
| 25e                                | 1892–1895 |                       | Herbert Gardner       | Libéral                          |
| 26e                                | 1895–1900 | Charles Gold          |                       | Libéral                          |
| 27e                                | 1900–1901 | Armine Wodehouse (en) |                       | Libéral                          |
| 27e                                | 1901-1906 | Joseph Pease          |                       | Libéral                          |
| 28e                                | 1906–1910 | Joseph Pease          |                       | Libéral                          |
| 29e                                | 1910–1910 |                       | Douglas Proby         | Conservateur                     |
| 30e                                | 1910–1918 |                       | Cecil Beck            | Libéral                          |
| 31e                                | 1918–1919 |                       | Cecil Beck            | Libéral                          |
| 31e                                | 1919-1921 |                       | Cecil Beck            | Coupon de Coalition              |
| 31e                                | 1921-1922 |                       | Cecil Beck            | Groupe parlementaire indépendant |
| 32e                                | 1922–1923 |                       | William Foot Mitchell | Conservateur                     |
| 33e                                | 1923–1924 |                       | William Foot Mitchell | Conservateur                     |
| 34e                                | 1924–1929 |                       | William Foot Mitchell | Conservateur                     |
| 35e                                | 1929–1931 | Rab Butler            |                       | Conservateur                     |
| 36e                                | 1931–1935 | Rab Butler            |                       | Conservateur                     |
| 37e                                | 1935–1945 | Rab Butler            |                       | Conservateur                     |
| 38e                                | 1945–1950 | Rab Butler            |                       | Conservateur                     |
| 39e                                | 1950–1951 | Rab Butler            |                       | Conservateur                     |
| 40e                                | 1951–1955 | Rab Butler            |                       | Conservateur                     |
| 41e                                | 1955–1957 | Rab Butler            |                       | Conservateur                     |
| 42e                                | 1959–1964 | Rab Butler            |                       | Conservateur                     |
| 43e                                | 1964–1965 | Rab Butler            |                       | Conservateur                     |
| 43e                                | 1965-1966 | Peter Kirk            |                       | Conservateur                     |
| 44e                                | 1966–1970 | Peter Kirk            |                       | Conservateur                     |
| 45e                                | 1970–1974 | Peter Kirk            |                       | Conservateur                     |
| 46e                                | 1974–1974 | Peter Kirk            |                       | Conservateur                     |
| 47e                                | 1974–1977 | Peter Kirk            |                       | Conservateur                     |
| 47e                                | 1977-1979 | Alan Haselhurst       |                       | Conservateur                     |
| 48e                                | 1979–1983 | Alan Haselhurst       |                       | Conservateur                     |
| 49e                                | 1983–1987 | Alan Haselhurst       |                       | Conservateur                     |
| 50e                                | 1987–1992 | Alan Haselhurst       |                       | Conservateur                     |
| 51e                                | 1992–1997 | Alan Haselhurst       |                       | Conservateur                     |
| 52e                                | 1997–2001 | Alan Haselhurst       |                       | Conservateur                     |
| 53e                                | 2001–2005 | Alan Haselhurst       |                       | Conservateur                     |
| 54e                                | 2005–2010 | Alan Haselhurst       |                       | Conservateur                     |
| 55e                                | 2010–2015 | Alan Haselhurst       |                       | Conservateur                     |
| 56e                                | 2015–2017 | Alan Haselhurst       |                       | Conservateur                     |
| 57e                                | 2017–2019 | Kemi Badenoch         |                       | Conservateur                     |
| 58e                                | 2019–2024 | Kemi Badenoch         |                       | Conservateur                     |

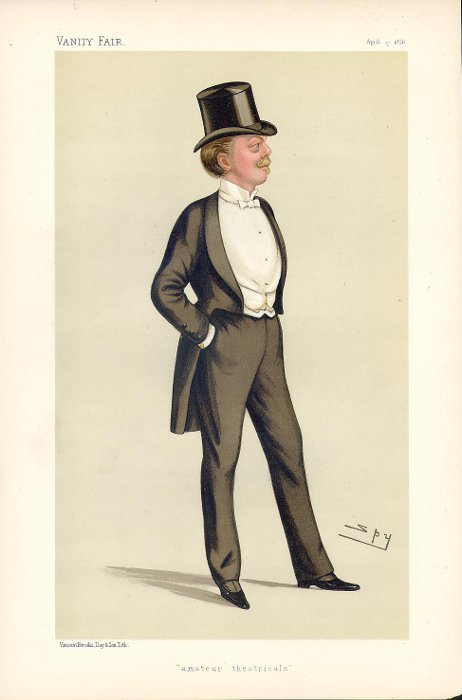
Herbert Gardner (1885-1895), par Spy dans Vanity Fair
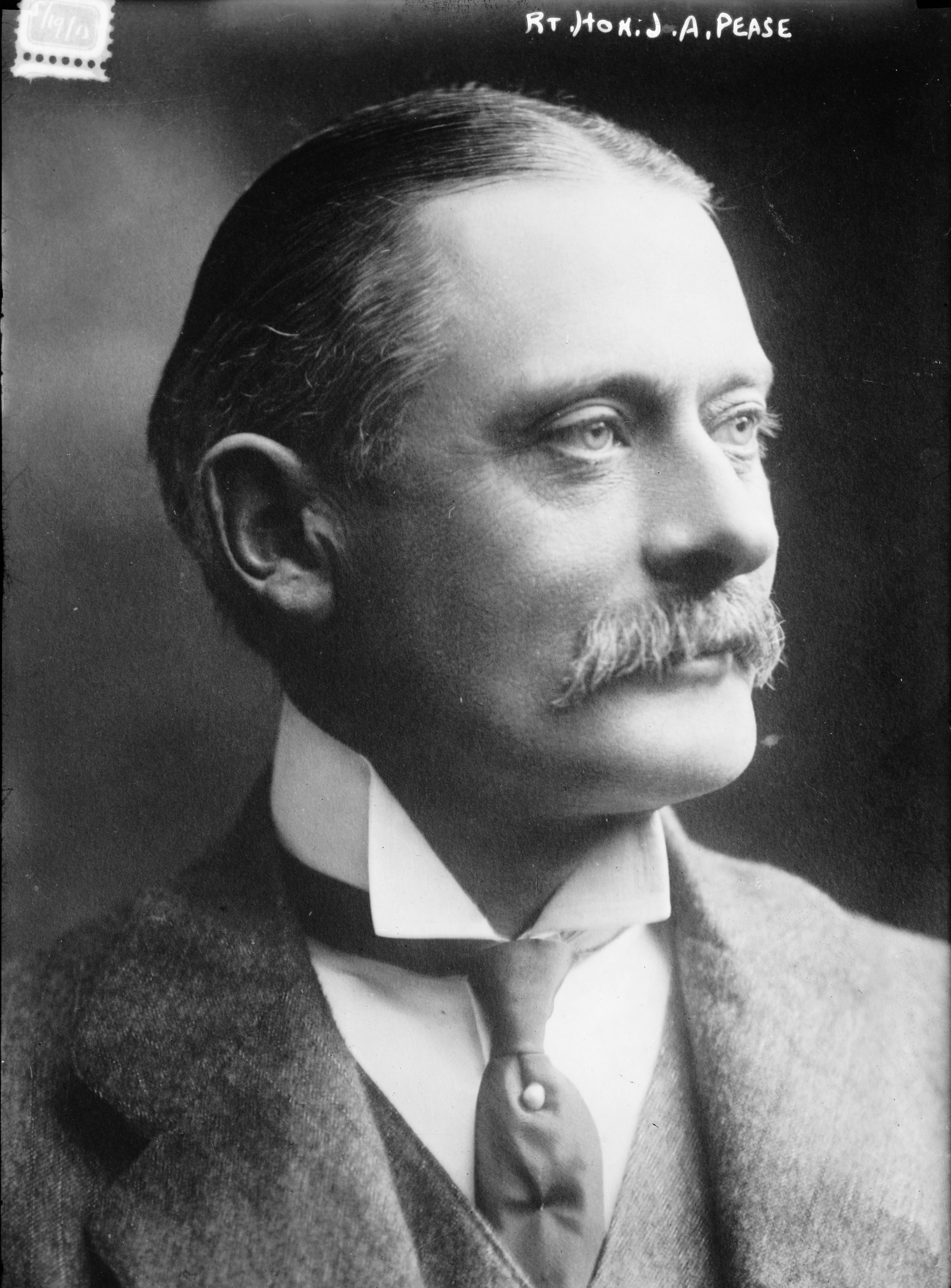
Joseph Pease (1901-1910)
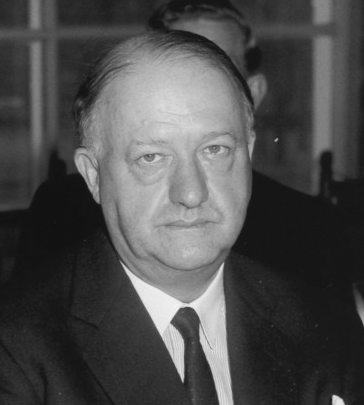
Rab Butler (1929-1965)
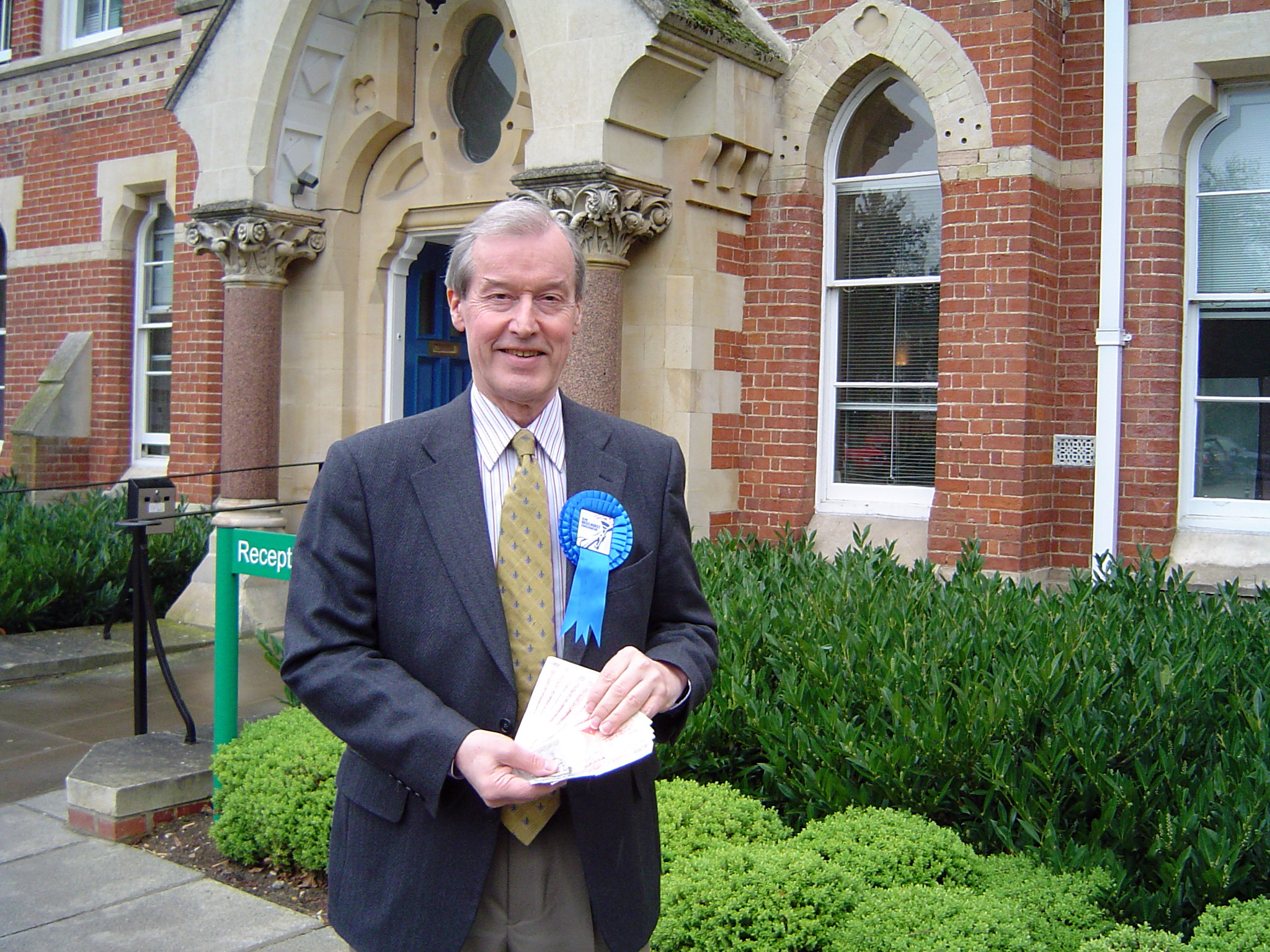
Alan Haselhurst (1977-2017)
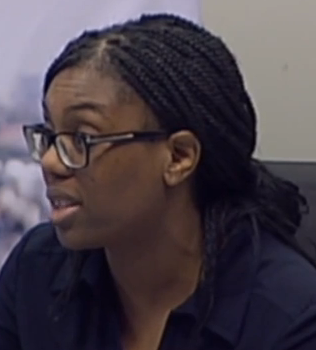
Kemi Badenoch (2017-2024)